# Wolf 922
Wolf 992 is een tweevoudige ster met een spectraalklasse van M4.5V en M.V. De ster bevindt zich 24,32 lichtjaar van de zon. Het is een BY Draconis veranderlijke in het sterrenbeeld Steenbok.